# Policía de Kosovo
La Policía de Kosovo (en albanés: Policia e Kosovës, serbio: Полиција Косова, Policija Kosova)  es un cuerpo armado de naturaleza civil, encargado de hacer cumplir la ley y brindar seguridad pública en la República de Kosovo.

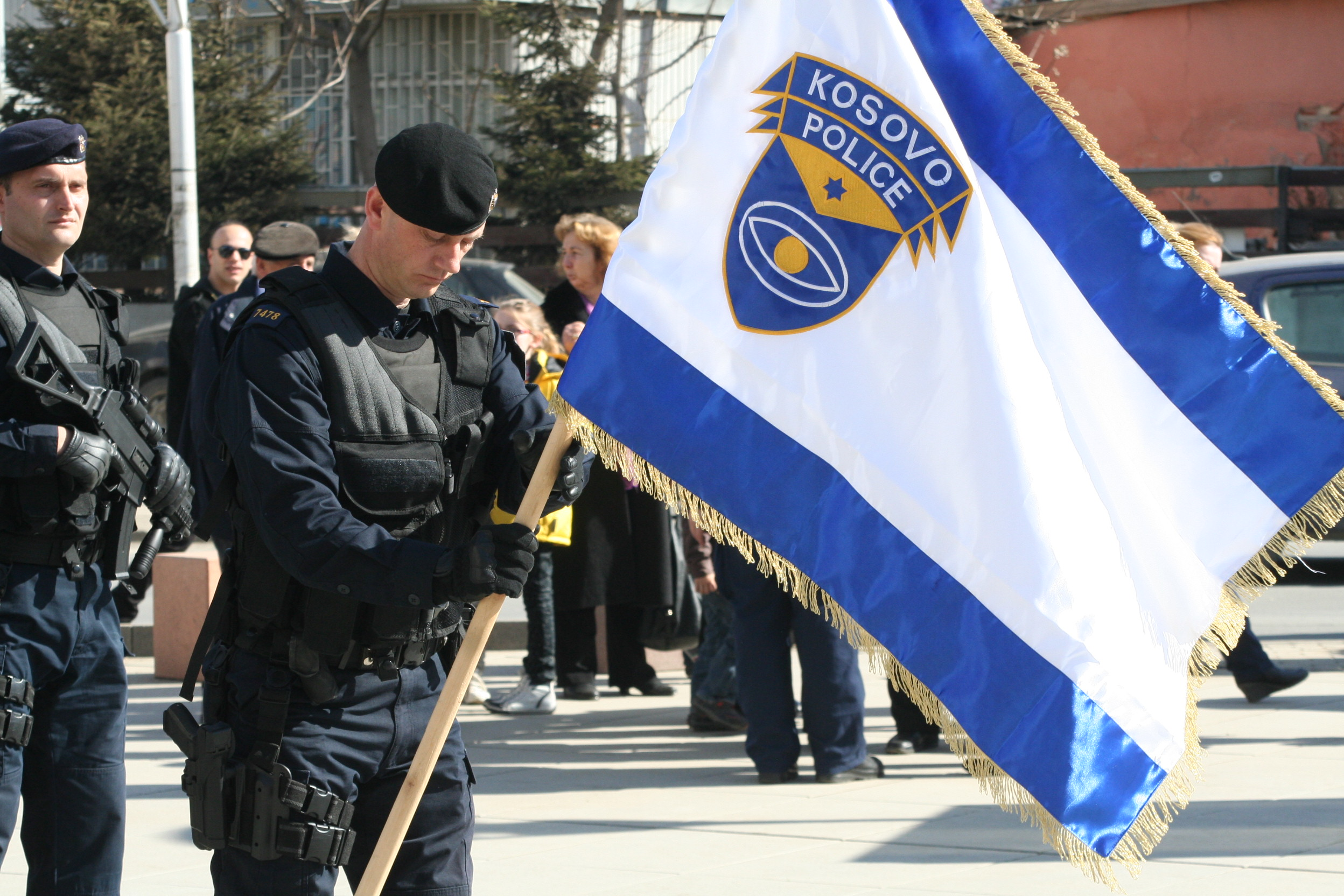
Oficial de Policía Kosovar con Bandera de la Policía de Kosovo

## Tamaño
La Policía de Kosovo ha crecido constantemente desde 1999, y en 2004 alcanzó su tamaño máximo previsto de cerca de 7.000 entre funcionarios y agentes.. En 2010, tiene alrededor de 9.000 empleados. Aproximadamente el 90% de los agentes de policía de Kosovo son de etnia albanesa, mientras que el 10% son minorías étnicas, en su mayoría serbios.

## Formación
Fue creado en 1999 a raíz de la guerra de Kosovo y la posterior retirada de las Fuerzas Armadas de Yugoslavia  de Kosovo.
El establecimiento de la Misión de Administración Provisional de las Naciones Unidas en Kosovo (UNMIK) incluyó un gran componente policial internacional, llamado Policía de la UNMIK. La Resolución 1244 del Consejo de Seguridad de la ONU les asignó dos tareas principales: 1) establecer una nueva fuerza policial; 2) mientras tanto, para mantener el orden y la ley civil. El nombre de la nueva fuerza policial, "Servicio de Policía de Kosovo", fue elegido por el primer comisionado de policía internacional, Sven Frederiksen.
El reclutamiento comenzó de inmediato, y la Organización para la Seguridad y la Cooperación en Europa (OSCE) renovó las instalaciones de la antigua escuela de policía en la ciudad de Vučitrn, que comenzó a capacitar a cadetes.
En febrero de 2008, cuando Kosovo declaró su independencia, la fuerza se convirtió en una agencia gubernamental del Gobierno de la República de Kosovo. Antes, estaba subordinada a la policía de la Misión de Administración Provisional de las Naciones Unidas en Kosovo (UNMIK) y el comisionado de policía conservaba la autoridad de mando tanto sobre la policía internacional como sobre la policía de Kosovo.

## Unidades especializadas y Composición
La mayor parte de la policía de Kosovo son agentes de patrulla. Sin embargo, la fuerza cuenta con unidades de investigación especializadas en las seis regiones, incluidas Unidades de Crimen Organizado, Unidades Forenses y varias otras. Además de esas unidades especializadas en el lado investigativo de la aplicación de la ley, cada región tiene una Unidad Regional de Apoyo Operacional (llamada ROSU), que está capacitada para los momentos en que se necesita entrada forzada en las órdenes de registro, además de actuar como oficiales de primera línea durante en situaciones de disturbios, o en momentos en que es necesario el control de multitudes. La Unidad de Protección Escénica de la Policía de Kosovo actúa como guardaespaldas de los jefes de Estado visitantes y de los propios líderes políticos de Kosovo.

### Unidad regional de delitos callejeros / Unidad regional de apoyo operativo
El primer ROSU en Kosovo fue para Pristina y originalmente se llamó Unidad Regional de Delitos Callejeros (RSCU) a principios de 2002, que fue creado y dirigido por el Jefe de CIVPOL, Angel G.Queipo (Florida, Estados Unidos) y el Subjefe Jim Renfrow (Arkansas, Estados Unidos). ) quienes implementaron operaciones encubiertas, interdicción de narcóticos, órdenes de arresto de riesgo medio y tácticas policiales especiales para incluir unidades de desorden público dentro de las filas de la RSCU. La unidad fue comandada por el jefe de CIVPOL Jim Renfrow en el segundo año y luego Peter Willig de Alemania asumió el mando después de que Renfrow terminó su misión CIVPOL a finales de 2003. La creación de la RSCU estuvo bajo el mando del Comandante Regional de Pristina, Superintendente Paul Hamlin ( Irlanda del Norte) . Esa unidad tenía su sede en Kosovo Polje y se utilizó para apoyar a todas las regiones según fuera necesario. Más tarde, debido a los éxitos de esa unidad y las responsabilidades adicionales en la misión del equipo para incluir el apoyo de la CPU en los directores de alto riesgo, el nombre se cambió a ROSU (bajo el jefe Jim Renfrow) y se colocaron unidades duplicadas en cada región de Kosovo. La idea era operar cada unidad como una "tropa" separada con un comandante informando al comandante de la misión de manera similar a cómo opera la Policía Estatal en los Estados Unidos. El ROSU todavía está en vigencia en la actualidad. 

### Unidad de Protección Cercana
La Unidad de Protección Escénica de la Policía de Kosovo se estableció el 21 de enero de 2002.
La tarea principal de la Unidad de Protección Cercana es brindar protección personal a los Personas Muy Importantes (PMI). Además, la Unidad de Protección Escénica brinda protección a las personas que se cree están sujetas a amenazas.
La Dependencia de Protección Escénica también realiza operaciones tácticas, escolta a delegaciones y evacuaciones tanto del personal internacional como de los agentes de policía de Kosovo. La RSCU o Unidad Regional de Delitos Callejeros se formó en mayo de 2001 y estaba activa para sus funciones (se seleccionaron 16 operadores entre 45 que estaban en entrenamiento intensivo).
Luego, la Unidad pasó a llamarse ROSU y tenía alrededor de 120 operadores capacitados para: equipos de entrada, disturbios, vigilancia, tácticas especiales de conducción, protección PMI, edificios PMI y edificios gubernamentales. Esta Unidad se conoce como una unidad que va primero cuando es el caso de alto riesgo. La Unidad tuvo éxito en operaciones a lo largo de la frontera de Kosovo con Serbia cuando el cruce fue bloqueado con barricadas por civiles serbios locales y miembros del MUP.

### Unidad de Intervención Especial
Esta unidad de policía especial de Kosovo se creó en 2003. El comienzo fue una unidad SWAT estándar (dos equipos de 15 oficiales cada uno) entrenado por dos contratistas estadounidenses. En marzo de 2005, se lanzó el proyecto "Grupo de intervención especial - GSI / SIG" ("Grupi Special i Intervenimit GSI" en albanés) sobre bases de bajo perfil como las fuerzas de élite "CT" y "HR" de la policía de Kosovo. Se siguió una estricta política de selección a través de varias pruebas firmes; y sólo se seleccionaron 18 aprendices entre cientos de oficiales voluntarios dispuestos a ser la primera generación de la unidad.
Fue formado, establecido, equipado, dirigido y capacitado por un equipo de instructores profesionales especializados de la UNMIK que trabajaron en ese campo en sus países de origen (1) "GIPN francés", (1) "HRF egipcio", (1) "SEK alemán" "y (1) instructores" Búlgaros SP OPS ", además de (1) entrenador" US CPU ", (1) entrenador" Danish PT "y (1) operador alemán GSG-9. Ese equipo experimentado fue dirigido en primer lugar por el francés "GIPN", luego el entrenador egipcio "HRF", que se convirtió en el primer comandante del GSI. A mediados de 2006, debido a ciertas dificultades, el proyecto se convirtió a un nivel de unidad de policía estándar "SWAT".
En septiembre de 2006, un nuevo proyecto, encargado por el jefe de la UNMIK, fue preparado, desarrollado y ejecutado principalmente por miembros del contingente de la Gendarmería francesa de la UNMIK, siguiendo sus reglas de acción habituales. Un oficial superior y 4 suboficiales especializados de PI (Intervention Platoon), un instructor SWAT de EE. UU. Como entrenador de tiro especializado y un oficial de policía turco, diseñaron el programa de todos los diferentes períodos de entrenamiento específicos y muy especializados. A fines de enero de 2007, el primer grupo estaba listo y completamente capacitado. Su primera operación real tuvo lugar, con pleno éxito, inmediatamente el día después de la presentación oficial de lanzamiento. El segundo grupo estuvo listo en abril de 2007. Estos dos primeros grupos constituyeron el nuevo "Primer Equipo de Intervención" (cuyo nombre había sido elegido por los propios agentes de policía de Kosovo).
A fines de 2007, la Unidad comenzó su actualización para enfrentar nuevos desafíos y amenazas en constante cambio. Tomó el nombre de SIU, que significa Unidad de Intervención Especializada. A finales de 2008, la UNMIK entregó la tarea a la EULEX (misión de la Unión Europea por el Estado de Derecho). El aporte internacional es actualmente a través de las tareas de monitoreo-seguimiento-asesoramiento, acompañando a la FIT / SIU en el camino de la plena autonomía.

### Unidad Canina
La unidad canina de la policía de Kosovo se estableció en noviembre de 2002. La primera unidad canina tenía siete oficiales. Estos oficiales han completado la formación básica en Gran Bretaña y han continuado con la formación con instructores internacionales. En 2000, la unidad canina comenzó a operar con cinco perros patrulla policial y cinco perros para detección de narcóticos.
La unidad canina realiza diferentes operativos policiales con siete perros patrulla policial, tres perros para detección de narcóticos y uno para detección de explosivos. La unidad canina cuenta con tres instructores locales que organizan la capacitación para los nuevos reclutas de la unidad. Los instructores fueron entrenados en Eslovenia, Centro de Adiestramiento de Perros Policía, sobre la base de un acuerdo bilateral. Hoy están divididos en dos grupos, uno de los cuales opera bajo la Operación General de la Policía y el otro bajo la Policía de Fronteras. En total hay más de 20 oficiales.

### Unidad de Motociclistas
La Unidad de Motociclistas funciona dentro de la Policía de Kosovo. La primera generación de esta Unidad se estableció el 29 de agosto de 2003 y los instructores internacionales capacitaron a 7 policías.
La segunda generación se capacitó en el segundo semestre de 2003, con 5 policías, mientras que la tercera generación con 9 policías se capacitó en 2004. En 2005 se capacitó a una cuarta generación de doce policías, mientras que actualmente la Unidad de Motocicletas cuenta con 32 oficiales de policía.
La principal responsabilidad de la Unidad de Motociclistas es acompañar y proteger a Personas Muy Importantes (PMI)

## Interpol
En noviembre de 2018, Se rechazo la entrada de la Policía de Kosovo como un miembros más de la Interpol, la organización internacional que facilita la cooperación policial a nivel mundial. Kosovo acusó a Serbia de estar detrás del voto negativo y tomó represalias contra Serbia con aranceles del 100% sobre los bienes importados de su vecino del norte.

## Equipamiento
- Glock 17, Pistola Semiautomática, 9x19mm, Austria
- Heckler & Koch Subfusil MP5, 9mm, Alemania